# Louis-Auguste d'Albert d'Ailly
Pour les autres membres de la famille, voir Maison d'Albert de Luynes.
Louis-Auguste d'Albert d'Ailly, 4e duc de Chaulnes, né à Saint Germain en Laye le 22 décembre 1676, mort à Paris, paroisse Saint-Sulpice, le 9 novembre 1744, est un militaire français, maréchal de France, des XVIIe et XVIIIe siècles.

## Biographie
Louis-Auguste d'Albert d'Ailly était le cinquième fils de Charles Honoré d'Albert, duc de Luynes, duc de Chevreuse, pair de France, et de Jeanne-Marie Colbert.
Étant devenu, par la mort de ses frères, le second fils, il est « substitué », en vertu du contrat de mariage de ses parents, au duc de Chevreuse, son père, dans la succession de Charles d'Albert d'Ailly, 3e duc de Chaulnes, cousin-germain de son aïeul, avec la condition, pour lui et ses descendants, de porter les nom, armes et cri de cette ancienne maison. Il prend le titre de vidame d'Amiens, attaché à la possession de la baronnie de Picquigny.
Le régiment d'infanterie du Vidame d'Amiens (1622-1649) dont il était colonel, ayant été réformé, il obtient celui de dragons, qu'avait son frère le chevalier d'Albert, tué au combat de Carpi le 9 juillet 1701.
Lieutenant général en Picardie (16 mai 1692), et aide de camp du duc de Bourgogne en 1701, il devient brigadier de cavalerie le 10 février 1704. Il est pourvu, le 2 novembre suivant, de la charge de lieutenant de la compagnie des deux cents chevau-légers de la garde ordinaire du Roi (1704-mars 1735), vacante par la mort de son frère aîné le duc de Montfort, tué près de Bellikem. Il se distingue par ses exploits militaires, à la bataille de Ramillies, le 20 mai 1706, comme aussi à Oudenarde et à Malplaquet, après avoir reçu le titre de maréchal de camp (19 juin 1708).
En 1707, son portrait est peint par Hyacinthe Rigaud.
Le 17 octobre 1710, Louis XIV rétablit en sa faveur le duché-pairie de Chaulnes, et lui accorde successivement plusieurs grades. Il est nommé lieutenant-général de l'armée d'Allemagne (il était lieutenant-général des armées du Roi depuis le 8 mars 1718), au siège de Philippsbourg (1734) et pendant la campagne de 1735. 
Il est reçu au Parlement en qualité de pair de France, le 1er décembre 1711, et fait chevalier des Ordres du roi le 2 février 1724 . 
Le 11 février 1741, il est élevé à la dignité de maréchal de France
Il meurt à Paris, paroisse Saint-Sulpice, le 7 novembre 1744. 

### Mariage et descendance
Louis Auguste d'Albert d'Ailly épouse le 22 janvier 1704, en l'église Notre-Dame de Versailles, Marie-Anne Romaine de Beaumanoir-Lavardin, fille de Henri-Charles, sire de Beaumanoir,(1644-1701) marquis de Lavardin, gouverneur de Bretagne, ambassadeur extraordinaire à la cour de Rome, chevalier des Ordres du Roi, et d'Anne-Louise-Marie de Noailles, (1662-1693) sa seconde épouse. Elle est la petite-fille d'Anne de Noailles, 1er duc de Noailles. 
Née à Rome le 11 septembre 1688, elle meurt le 24 mai 1745. Tous deux eurent sept enfants et quatre petits-enfants, qui, tous, moururent sans postérité :
1. Louis-Marie d'Albert d'Ailly (° 31 juillet 1705 † 23 novembre 1724 - Chaulnes), vidame d'Amiens, lieutenant de la compagnie des chevaux-légers de la garde ordinaire du Roi, en survivance de son père (20 mai 1717) ;
2. Charles-François d'Albert d'Ailly (° 6 septembre 1707 † 14 juillet 1731), comte, puis duc de Picquigny, colonel du régiment d'infanterie de Picquigny (6 décembre 1721), sur la démission du comte de Montfort, depuis cardinal de Luynes, et lieutenant de la compagnie des chevaux-légers de la garde ordinaire du Roi, en survivance de son père (8 janvier 1729). Il n'eut qu'une fille, Marie-Thérèse d'Albert d'Ailly (1730-1736), de Marie-Sophie de Courcillon (1713-1756) (fille unique de Philippe-Egon de Courcillon, marquis de Dangeau, et de Françoise, héritière de Pompadour, dame du duché de La Valette), qu'il avait épousée le 17 janvier 1729. Sa veuve, se remaria avec Hercule Mériadec de Rohan, duc de Rohan-Rohan, et mourut le 4 avril 1756;
3. Louis-Joseph d'Albert d'Ailly (° 1713 † 1714),
4. Michel Ferdinand d'Albert d'Ailly (1714-1769), 5e duc de Chaulnes ;
5. Marie-Thérèse d'Albert d'Ailly (° 10 février 1709 † 11 juillet 1765), mariée, le 21 janvier 1722, avec Louis de Rougé (1705-1732), marquis du Plessis-Bellière, dont deux garçons, morts en bas âge ;
6. Marie-Françoise-de-Sales d'Albert d'Ailly (° 4 août 1710 † 14 janvier 1749), religieuse bénédictine à Montargis ;
7. Marie-Thérèse d'Albert d'Ailly (° 1711 † 1714).

### Titres et distinctions
- Vidame d'Amiens (avant juin 1692) ;
- Baron de Picquigny et comte de Vignacourt ;
- Duc de Chaulnes et pair de France (lettres patentes d'octobre 1711) ;
- Chevalier des Ordres du roi (3 juin 1724) ;
- Maréchal de France (1741) ;

### Armoiries
| Figure | Blasonnement |
|        | De gueules diapré de deux branches d'alisier d'argent recourbées et passées en sautoir, au chef échiqueté d'azur et d'argent de trois tires (qui est d'Ailly moderne), avec en cœur, entre les branches d'alisier, un écusson d'or, au lion de gueules armé et couronné du champ (qui est d'Albert). |

## Pour approfondir

### Pages connexes
- Chaulnes
- Duc de Chaulnes
- Picquigny
- Liste des seigneurs de Picquigny
- Liste des vidames d'Amiens
- Château de Picquigny
- Catalogue des œuvres de Hyacinthe Rigaud

### Sources et bibliographie
- Christophe Levantal, Ducs et pairs et duchés-pairies laïques à l'époque moderne : (1519-1790), Maisonneuve & Larose, coll. « Mémoires de France », 1996, 1218 p. (ISBN 978-2-7068-1219-4, lire en ligne), p. 511-519 et 841-842 ;
- Abbé Paul Decagny, L'arrondissement de Péronne : ou recherches sur les villes, bourgs, villages et hameaux qui le composent, J. Quentin, 1844, 607 p. (lire en ligne) ;
- Louis Moréri, Le grand dictionnaire historique : ou le mélange curieux de l'histoire sacrée et profane qui contient en abrégé l'histoire fabuleuse des Dieux et des Héros de l'Antiquité Payenne, les vies et les actions remarquables des Patriarches (…), l'établissement et le progrès des Ordres Religieux et Militaires et la vie de leurs Fondateurs, les généalogies (…), la description des Empires Royaumes (…), l'histoire des conciles généraux et particuliers sous le nom des lieux où ils ont été tenus (…), vol. 1, chez Brunel, 1740, 18e éd. (lire en ligne) ;
- (en) The Chaulnes secundogeniture (1732-1733)
- Louis-Auguste d'Albert d'Ailly  sur roglo.eu ;